# ℃-uteコンサートツアー 2009春 〜AB℃〜
『℃-uteコンサートツアー 2009春 〜AB℃〜』（キュートコンサートツアー 2009はる エービーシー）は、2009年4月11日ら5月16日まで開催された℃-uteのコンサートツアーである。2009年7月22日発売。発売元はゼティマ。

## 日程
- 4月11日･12日：松戸森のホール21
- 4月19日：八王子市民会館
- 4月26日：Zepp Sendai
- 4月29日・5月5日・6日：中野サンプラザ
- 5月3日：大阪厚生年金会館大ホール
- 5月9日：Zepp Sapporo
- 5月16日：中京大学文化市民会館オーロラホール

## DVD
『℃-uteコンサートツアー 2009春 〜AB℃〜』（2009年7月22日）
5月6日に中野サンプラザにて行われたコンサートの模様を収録
1. OPENING
2. ★憧れ My STAR★
3. FOREVER LOVE
4. VTR -メンバー紹介- 最高級のエンジョイGIRLS
5. Bye Bye Bye!
6. MC1
7. セブンティーンズVOW
8. 涙の色
9. One's LIFE （歌：梅田えりか・岡井千聖・萩原舞）
10. MC2 -知ってます子のコーナー （梅田えりか・岡井千聖・萩原舞）
11. Yes! all my family （歌：鈴木愛理）
12. めぐる恋の季節
13. 約束は特にしないわ
14. MC3 （矢島舞美・中島早貴）
15. 青春ソング （歌：矢島舞美）
16. 愛してる 愛してる （歌：中島早貴・梅田えりか）
17. ほめられ伸び子のテーマ曲
18. キャロライン 愛理先生のタップ教室
19. 桜チラリ
20. 大きな愛でもてなして
21. SHINES
22. MC4
23. 都会っ子 純情
24. まっさらブルージーンズ
25. JUMP
26. ENCORE：僕らの輝き
27. ENCORE：MC5
28. ENCORE：Big dreams・SHINES

特典映像
1. 5月16日最終日スペシャル（愛知）「暑中お見舞い申し上げます」
2. 5月16日最終日スペシャル（愛知）メイキング映像
3. ℃-uteのツアー名産品レポート